# Dicranella dussii
Dicranella dussii är en bladmossart som beskrevs av Robert Statham Williams 1913. Dicranella dussii ingår i släktet jordmossor, och familjen Dicranaceae. Inga underarter finns listade i Catalogue of Life.